# 辽阳等处行中书省
辽阳等处行中书省（辽阳行中书省），简称“辽阳”或“辽阳省”，为直属元朝中書省的一级行政区，在当时民间多简称为辽阳省、辽阳行省。
元至元六年（1269年），置辽阳等处行中书省于东京（今辽宁省辽阳市），称东京行省，后徙治北京。至元十五（1278年）年，又改为宣慰司。至元二十三年（1286年），再立东京行省，同年罢。至元二十四年（1287年），复置辽阳行省，治所在遼陽路，統有七路：辽阳路、广宁路、大寧路、沈阳路、开元路、水達達路，一府：東寧府。在黑龙江下游设置征东元帅府。
辽阳行中书省为元朝直接管辖的10个行中书省（不含具有羁縻性质的征东行省）之一，辖境包括今内蒙古东北部、辽宁、吉林、黑龙江三省及黑龙江流域与外兴安岭地区（一说直到北冰洋），乌苏里江以东到鯨海（今稱日本海）等地区（一说直到勘察加半岛甚至白令海峡），以及今朝鲜半岛北部，包括东宁府，双城总管府与耽罗军民总管府。亦征东元帅府派兵渡海远征骨嵬（库页岛）。